# Яновская, Анна Святославовна
Анна Святославовна Яновская (род. 23 ноября 1996, Дубай, ОАЭ) — российская и венгерская фигуристка, выступавшая в танцах на льду. Мастер спорта России (2016).
В 2011—2016 годах выступала за Россию в паре с Сергеем Мозговым. Они завоевали все возможные титулы юниорского уровня — были победителями юношеских Олимпийских игр (2012), победителями финала юниорского Гран-при (2013, 2014), чемпионами мира среди юниоров (2015), чемпионами России среди юниоров (2015).
С 2017 года представляла сборную Венгрии. На протяжении шести сезонов её партнёром был Адам Лукач, с которым она становилась чемпионкой Венгрии (2018, 2019) и трижды участвовала в чемпионате мира (2018, 2019, 2021).

## Карьера

### Ранние годы
Родилась в Дубае, где её родители работали в сфере нефтяного бизнеса. Сестра Анны, которая тоже родилась в Дубае, занималась в балетном училище, имеет образование маркетолога в модельной индустрии.
До прихода в фигурное катание занималась в секции художественной гимнастики. Заинтересовалась фигурным катанием после просмотра соревнований по телевидению. В пять лет родители привели её на каток ЦСКА. Её первым тренером была Софья Николаевна Киташева. Сперва Яновская тренировалась как одиночница. По её собственным словам, «с прыжками не заладилось», поэтому она перешла в танцы на льду.
В сезоне 2007/08 выступала с Филиппом Должанским, с которым победила на первенстве ВС РФ в разряде кмс (2008). В 2008—2011 годах — партнёрша Егора Кощеева. В 2010 году они заняли тринадцатое место юниорского первенства России, в следующем году стали седьмыми. Яновская и Кощеев завоевали серебро в финале Кубка России в разряде кмс (2011).
На протяжении многих лет, до весны 2016 года, тренировалась в группе танцев на льду Светланы Алексеевой.

### В паре Сергеем Мозговым
С весны 2011 года её партнёром являлся Сергей Мозгов.
На их первом совместном этапе юниорского Гран-при, проходившем в 2011 году в Польше, они выиграли бронзовую медаль. На втором этапе, в Эстонии, завоевали золото. Эти результаты позволили им попасть в финал юниорской серии Гран-при, где они занимали второе место после короткого танца, а в произвольном были третьими, по сумме заняли вторую позицию вслед за Александрой Степановой и Иваном Букиным. Затем Яновская и Мозгов участвовали в первых зимних юношеских Олимпийских играх 2012 в Инсбруке, выиграв их. После этого на юниорском первенстве России стали четвёртыми, как и на последовавшем за ним чемпионате мира среди юниоров.
На этапах юниорского Гран-при сезона 2012/13, которые проходили в Австрии и Словении стали вторыми, квалифицировавшись в финал, где Яновская и Мозгов оказались четвёртыми. На первенстве России заняли третье место.
Сезон 2013/14 пара начала с победы на этапе Гран-при среди юниоров в Словакии, затем победили на этапе в Эстонии. Благодаря чему в третий раз подряд квалифицировались в финал серии, проходивший в Японии, в рамках которого Яновская и Мозгов выиграли золотые медали. На первенстве России стали вторыми, уступив первое место Степановой и Букину. В марте выиграли серебряные медали на чемпионате мира среди юниоров в Болгарии.
В сезон 2014/15 Яновская и Мозгов снова прошли в финал юниорской серии Гран-при, выиграв этапы в Эстонии и Хорватии. Дуэт во второй раз стал победителем юниорского финала Гран-при. В марте 2015 года впервые в карьере одержали победу на чемпионате мира среди юниоров.
Единственным совместным взрослым сезоном Яновской и Мозгова стал сезон 2015/16. В октябре они дебютировали во взрослом Гран-при, выступив на турнире Skate America, где заняли шестое место. Далее выступали на этапе Гран-при во Франции. После исполнения коротких программ, когда Яновская и Мозгов шли на шестой строчке, соревнования были отменены из соображений безопасности, поскольку в Париже произошла серия терактов). На чемпионате России 2016 финишировали на пятом месте.

### В сборной Венгрии
В мае 2016 года танцевальный дуэт Яновской и Мозгова распался. Новой партнёршей Мозгова стала Бетина Попова. Яновская встала в пару с Иваном Гурьяновым и сменила тренерскую группу, перейдя от Светланы Алексеевой, Елены Кустаровой и Ольги Рябининой к Ирине Жук и Александру Свинину. Совместно на соревновательный лёд Яновская и Гурьянов не выходили.
Венгерский фигурист Адам Лукач, узнавший из прессы, что Яновская осталась без партнёра, написал ей в Фейсбуке и предложил кататься вместе. Федерация фигурного катания России одобрила переход Яновской в сборную Венгрии. Фигуристы тренировались в Москве у Жук и Свинина. В феврале 2017 года дебютировали на международных соревнованиях, выступив на Bavarian Open, где заняла двенадцатое место.
В сентябре 2017 года Яновская получила венгерское гражданство. В том же месяце пара выступила на Nebelhorn Trophy, который являлся квалификационном турниром к Олимпиаде. Дуэт финишировал двенадцатым и не завоевал олимпийские квоты. Через три недели приняли участие в «челленджере» Ice Star в Минске, где стали седьмыми. В ноябре выиграли бронзовые медали на Volvo Open, который проходил в Риге. В декабре на домашнем турнире Santa Claus Cup венгерские танцоры заняли второе место. Через неделю стали чемпионами Венгрии. В января 2018 года дебютировали на чемпионате Европы, где финишировали на четырнадцатом месте. Первый в карьере чемпионат мира пара завершила на двадцать седьмой позиции.
В 2022 году её партнёр, Адам Лукач, завершил карьеру. Во многом на это повлияло непопадание на Олимпийские игры. Дуэт прибывал в статусе запасных, и у Лукача пропала мотивация. Яновская, в свою очередь, хотела продолжать карьеру. После неудачных поисков пары она также ушла из соревновательного катания. В сентябре 2022 года, вместе с бывшим партнёром Сергеем Мозговым, стала тренером в СШОР «Синяя птица» (Москва).

## Программы
(с Сергеем Мозговым)
| Сезон     | Короткий танец                                                                  | Произвольный танец                                                             | Показательные выступления                              |
| --------- | ------------------------------------------------------------------------------- | ------------------------------------------------------------------------------ | ------------------------------------------------------ |

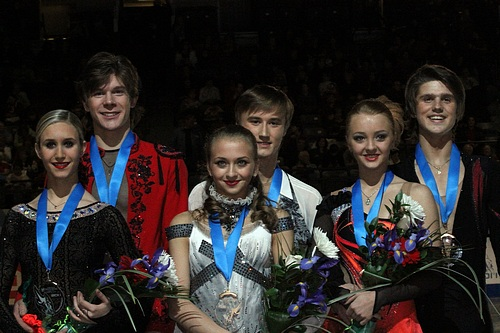
Анна Яновская и Сергей Мозгов (слева) в финале юниорской серии Гран-При 2011/2012

| 2013—2014 | - Puttin' On the Ritz Irving Berlin - Fever                                     | - Il Mirto E La Rosa Alessandro Safina                                         | - Behind Blue Eyes Limp Bizkit - Crazy In Love Beyonce |
| 2012—2013 | - Why Don’t You Do Right? Amy Irving - Land of a Thousand Dances Wilson Pickett | - Maktub O Clone - Inta Eih Nancy Ajram - Ya habibi yalla Ishtar и Gipsy Kings |                                                        |
| 2011—2012 | - Una Notte a Napoli Pink Martini - Another Cha Cha                             | - Mala Luna Gino Vannelli                                                      |                                                        |

## Результаты
CS: Challenger Series

### За Венгрию с Адамом Лукачем
| Соревнования             | 16/17         | 17/18         | 18/19         | 19/20         | 20/21         | 21/22         |
| Международные            | Международные | Международные | Международные | Международные | Международные | Международные |
| ------------------------ | ------------- | ------------- | ------------- | ------------- | ------------- | ------------- |
| Чемпионат мира           |               | 27            | 19            |               | 23            |               |
| Чемпионат Европы         |               | 14            | 19            |               |               |               |
| Гран-при России          |               |               | 7             |               | 8             |               |
| CS Nebelhorn Trophy      |               | 12            |               |               |               | 6             |
| CS Lombardia Trophy      |               |               |               |               |               | 10            |
| CS Finlandia Trophy      |               |               | 8             |               |               |               |
| CS Золотой конёк Загреба |               |               | 5             |               |               |               |
| CS Ice Star              |               | 7             |               |               |               |               |
| Challenge Cup            |               |               |               |               | 2             |               |
| Bavarian Open            | 12            |               | 5             |               |               |               |
| Halloween Cup            |               |               | 1             |               |               |               |
| Volvo Open Cup           |               | 3             | 6             |               |               |               |
| Santa Claus Cup          |               | 2             |               |               |               |               |
| Национальные             |               |               |               |               |               |               |
| Чемпионат Венгрии        |               |               | 1             | 1             |               |               |

### За Россию с Сергеем Мозговым
| Соревнования                | 11/12         | 12/13         | 13/14         | 14/15         | 15/16         |
| Международные               | Международные | Международные | Международные | Международные | Международные |
| --------------------------- | ------------- | ------------- | ------------- | ------------- | ------------- |
| Гран-при Франции            |               |               |               |               | 6             |
| Гран-при США                |               |               |               |               | 6             |
| Международные среди юниоров |               |               |               |               |               |
| Чемпионат мира              | 4             |               | 2             | 1             |               |
| Олимпиада — танцы           | 1             |               |               |               |               |
| Олимпиада — команда         | 6             |               |               |               |               |
| Финал Гран-при              | 2             | 4             | 1             | 1             |               |
| Гран-при Эстонии            | 1             |               | 1             | 1             |               |
| Гран-при Хорватии           |               |               |               | 1             |               |
| Гран-при Словакии           |               |               | 1             |               |               |
| Гран-при Австрии            |               | 2             |               |               |               |
| Гран-при Словении           |               | 2             |               |               |               |
| Гран-при Польши             | 3             |               |               |               |               |
| Ice Star                    |               |               | 1             |               |               |
| Volvo Open Cup              |               | 1             | 1             |               |               |
| Национальные                |               |               |               |               |               |
| Чемпионат России            |               |               |               |               | 6             |
| Первенство России — юн.     | 4             | 3             | 2             | 1             |               |

### За Россию с Егором Кощеевым
| Соревнования            | 09/10        | 10/11        |
| Национальные            | Национальные | Национальные |
| ----------------------- | ------------ | ------------ |
| Первенство России — юн. | 13           | 7            |